# Évérolimus
L'évérolimus est un inhibiteur du système mTOR, un médicament immunosuppresseur dérivé de la rapamycine (sirolimus) utilisé également comme agent antitumoral en oncologie et en neurologie.

## Synthèse
L'évérolimus est synthétisé à partir de 40-O-(2-hydroxy)éthyl-rapamycine et 2,6-di-tert-butyl-méthylphénol (BHT) ; le brevet, déposé par les laboratoires Novartis, de Bâle, est approuvé en mars ou juillet 2009.

## Pharmacologie
L'évérolimus est un inhibiteur du système mTOR — de l'anglais : mammalian target of rapamycin — biodisponible par voie orale, initialement étudié contre le rejet des greffes cardiaques et rénales.

## Indications

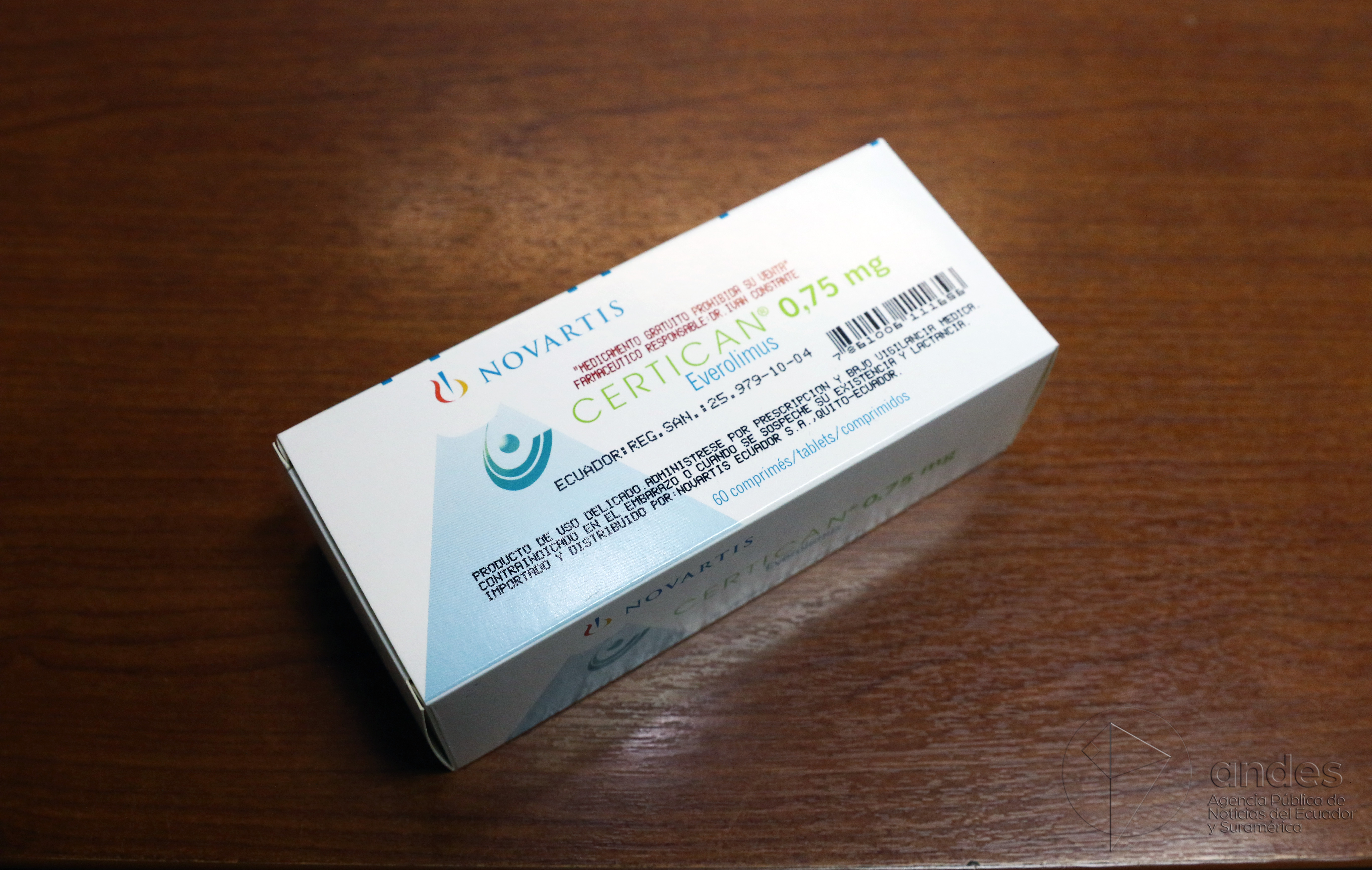
Certican pour utilisation en Amérique du Sud.

En 2004 une procédure européenne de reconnaissance mutuelle, la Suède étant l'État membre de référence, permet d'obtenir l'autorisation de mise sur le marché du Certican « Pour la prévention du rejet d'organe chez les patients adultes présentant un risque immunologique faible à modéré recevant une allogreffe rénale ou cardiaque. »
Étudié depuis le début des années 2000 pour l'enrobage de stents, réduisant ainsi notablement leur resténose, le dispositif médical, conçu en collaboration entre Novartis, pour le principe actif, et initialement Guidant, racheté par Boston Scientific, et Abbott pour le matériel médical, est agréé en Europe depuis 2006[réf. souhaitée], et aux États-Unis par la FDA depuis juillet 2008.
L'évérolimus, disponible depuis 2009 pour les patients en échec d'une première ligne de traitement par thérapie ciblée aux États-Unis et en Europe, est issu de la même famille de molécules ciblant la voie mTOR. L'essai Record-1, présenté en 2008 au congrès de l'American Society of Clinical Oncology (ASCO), a montré une supériorité — en termes de survie sans progression — de l'évérolimus versus placebo, pour les patients dont le carcinome à cellules rénales évoluait malgré un traitement initial par sunitinib, bevacizumab ou autre.
L'évérolimus, commercialisé dans l'Union européenne sous le nom « Afinitor », est indiqué dans le traitement des tumeurs neuroendocriniennes lorsqu'elles sont situées dans le pancréas, voire métastasées,.
L'évérolimus, utilisé dans cette indication en association avec l'exémestane après l'échec des inhibiteurs de l'aromatase non stéroïdiens, est indiqué dans le traitement du cancer du sein avancé (qui a commencé à se propager) à récepteurs hormonaux positifs.
En 2013 en Europe l'évérolimus obtient une extension d'indication, sous le nom de spécialité Votubia des laboratoires Novartis, pour réduire le volume des angiomyolipomes rénaux associés à une sclérose tubéreuse de Bourneville (STB), « dans la prise en charge des patients qui ne nécessitent pas d'intervention chirurgicale immédiate (néphrectomie ou embolisation) » et aussi pour maîtriser le volume des astrocytomes subépendymaires à cellules géantes (SEGA) qui se développent dans un tableau de STB,,.
Utilisé pour ces maladies rares, Votubia est classé parmi les médicaments orphelins.

## Effets secondaires
Un avis de la Commission de Transparence reprend en français en décembre 2004 dans un tableau tous les effets indésirables issus des études cliniques.
Par convention, les groupes de fréquence sont :
- très fréquent : ≥1⁄10 ;
- fréquent : ≥1⁄100 à <1⁄10 ;
- occasionnel : ≥1⁄1000 à <1⁄100 ;
- rare : ≥1⁄10000 à <1⁄1000 ;
- très rare : <1⁄10000 ;
- fréquence inconnue : ne peut être estimée sur la base des données disponibles.

Systèmes et classes d'organes sont établis selon la classification MedDRA.
| Appareil                                           | Incidence     | Effet indésirable |
| -------------------------------------------------- | ------------- | --- |
| Infections et infestations                         | Fréquent      | Infections virales, bactériennes et fongiques, septicémies                                                                       |
| Troubles de la circulation sanguine et lymphatique | Très fréquent | Leucopénie |
| Troubles de la circulation sanguine et lymphatique | Fréquent      | Thrombocytopénie, anémie, troubles de la coagulation, purpura thrombotique thrombocytopénique / syndrome hémolytique et urémique |
| Troubles du métabolisme et de la nutrition         | Très fréquent | Hypercholestérolémie, hyperlipidémie                                                                                             |
| Troubles du métabolisme et de la nutrition         | Fréquent      | Hypertriglycéridémie |
| Troubles vasculaires                               | Fréquent      | Hypertension, lymphocèle, accident thrombo-embolique veineux                                                                     |
| Troubles respiratoires thoraciques et médiastinaux | Fréquent      | Pneumonie |
| Troubles gastro-intestinaux                        | Fréquent      | Douleur abdominale, diarrhée, nausée, vomissements                                                                               |
| Troubles cutanés et des tissus sous-cutanés        | Fréquent      | Acné, cicatrisation post-opératoire anormale                                                                                     |
| Troubles rénaux et urinaires                       | Fréquent      | Infection de l'appareil urinaire                                                                                                 |
| Troubles généraux                                  | Fréquent      | Œdème, douleur |